# Nhà thờ Thánh Phêrô và Thánh Phaolô ở Barca
Nhà thờ Thánh Phêrô và Thánh Phaolô ở Barca (tiếng Slovakia: Kostol svätých Petra a Pavla v Barca) là một nhà thờ tọa lạc ở quận Barca, thành phố Košice, Slovakia. Vào ngày 28 tháng 6 năm 1963, nhà thờ này được ghi danh vào Danh sách Di tích Trung ương theo quyết định của Bộ Văn hóa Cộng hòa Slovakia.

## Lịch sử
Nhà thờ Thánh Phêrô và Thánh Phaolô ở Barca được xây dựng vào khoảng năm 1325. Vào thế kỷ 15, nhà thờ được xây dựng lại theo phong cách kiến trúc Gothic. Nhà thờ là một tòa nhà hình đa giác khép kín, có một gian giữa và có mái vòm hình ngôi sao.
Vào năm 1712, Juraj Gomáromy và vợ ông là Katarína đã hiến tặng một bàn thờ cho Giáo hội Công giáo để tôn vinh Đức Trinh nữ Maria. Trong khoảng thời gian 1757 - 1786, nội thất nhà thờ được sửa chữa và hoàn thiện. Vào năm 1866, bàn thờ chính của nhà thờ được xây lên theo phong cách kiến trúc Baroque.
Từ mùa thu năm 1900 đến mùa xuân năm 1901, nhà thờ được mở rộng, cụ thể là được kéo dài thêm 3 mét ra mặt đường. Một cuộc đại tái thiết giáo xứ đã diễn ra vào năm 1951. Bàn thờ chính được một bậc thầy về xây dựng bằng bê tông là Ondrej Milkovič tu sửa lại.